# 엘리자베스 리 헤이즌
엘리자베스 리 헤이즌 (Elizabeth Lee Hazen, 1885년 8월 24일 미시시피 – 1975년 6월 24일)은 항진균제인 니스타틴의 개발에 기여한 점으로 가장 잘 알려져 있다. 그녀는 과학 및 연구에 중점을 두어 공부를 하면서 미생물학에 대한 열정을 개발하였다. 그녀 동료와 교사들은 그녀를 학습이 빠르고 명석한 학생으로 평가하였다. 그녀는 1948년에 레이첼 풀러 브라운과 팀을 이루어 인간의 진균 감염에 대한 최초의 무독성 약물 치료제인 니스타틴을 개발했다. 이 연구는 감염된 나무를 구하는 것부터 곰팡이로 인해 손상된 그림과 미술품을 복원하는 것까지 다양한 용도로 사용되고 있다.

## 어린 시절
엘리자베스 리 헤이즌은 1885년 8월 24일 미시시피 주 리치에서 윌리엄 에드가 헤이즌과 매기 하퍼 헤이즌 사이에서 태어났는데, 두 번째 딸이자 세 자녀의 중간이다. 그녀가 4살 때 부모님이 사망하여 세 자녀는 이모와 삼촌에게 입양되었다.

## 교육
헤이즌은 미시시피 여자대학교 (당시에는 미시시피 공업 인스티튜트 앤드 칼리지)에 다녔고 1910년 이곳에서 이학사 학위를 받았다. 미시시피주 잭슨에서 생물학과 고등학교 물리학을 가르치는 동안 테네시 대학교와 버지니아 대학교의 여름 학교에 다니면서 공부를 계속했다. 교사직을 마친 후 헤이즌은 대학원 연구를 위해 컬럼비아 대학교 생물학과에 지원하여 합격했다. 1917년 컬럼비아 대학교에서 생물학 석사 학위, 1927년 미생물학 박사 학위를 받았는데, 그녀는 이곳에서 최초의 여성 박사 과정 학생이었다. 그녀는 제1차 세계 대전 동안 육군 진단 연구실 기술자로 복무했다. 1920년대 컬럼비아 대학교에서 공부하는 동안 헤이즌은 리친과 클로스트리디움 보툴리눔 독소에 미치는 그 영향에 관한여 연구했다.

## 과학적 업적

### 졸업 후
풍부한 과학적 배경과 현장 경험을 바탕으로 헤이즌은 박테리아와 면역학에 대한 연구를 계속했다. 그녀는 1931년 뉴욕주 보건부에서 일할 기회를 얻었다. 그녀는 뉴욕시에 있는 세균진단연구소 부서에서 일했다. 그녀는 그곳에서 세균 진단 분야에서 몇 가지 중요한 성과를 거두었다. 그녀의 업적 중에는 탄저병 발병 추적, 야토병(tularemia)의 원인 찾기, 부적절하게 보존된 식품으로 인한 식중독의 원인 추적 등이 있다.
그녀는 뉴욕주 공중보건부 실험 및 연구과 뉴욕 사무소에서 근무했다. 그녀는 이곳에서 곰팡이와 곰팡이 질병에 대해 배우고 훈련하고 연구했다. 그녀는 이곳에서 연구 과제를 시작하여 자신의 배양(culture) 컬렉션을 생산하기 시작했다. 이 컬렉션과 그에 따른 연구는 그녀의 이름을 국립 발명가 명예의 전당에 올리는 데 도움이 되었다.

### 니스타틴의 개발
그녀는 1944년에 부서의 설립자이자 책임자인 오거스터스 워즈워스(Augustus Wadsworth)에 의해 균류와 박테리아 및 기타 미생물과의 관계에 대한 조사 담당으로 선임되었다. 이 업무에는 미생물학자인 헤이즌 외에도 생화학자도 필요하여 레이첼 풀러 브라운이 선임되었다. 헤이즌은 진균류 질병, 특히 도시에 널리 퍼진 질병을 조사하고 연구하기 시작했다. 여기에는 폐렴 및 삼키는데 고통을 주는 구강내 질병인 모닐리아증(아구창)과 같이 포함되었다. 그녀는 점점 더 많은 진균류 컬렉션을 가지게 되었으며 그 효과와 항진균제 후보를 연구하고 있었다. 그런데 엘리자베스에게는 샘플 내에서 발생하는 항진균 활동을 식별하여 분리할 사람이 필요했다. 그녀는 1948년 앨버니 부서의 책임자인 달도프(Dalldorf)에 의해 앨버니 실험실의 레이첼 풀러 브라운에게 소개되었다.
그들의 연구는 전국의 토양 샘플을 수집하는 것으로 시작되었다. 헤이즌 박사는 각 샘플에서 항진균 특성을 매우 자주 갖는 미생물인 방선균을 배양하여 진균 활동이 있는지 시험했다. 진균 활동이 발견되면 토양 샘플을 앨버니로 보내고 브라운 박사는 곰팡이를 죽이는 특성이 있는 것으로 보이는 화학 작용제를 분리하여 샘플과 배양액 추출물을 준비했다. 이 새로운 샘플은 뉴욕으로 다시 배송되어 헤이즌이 샘플의 독성을 다시 테스트한다. 그녀는 이 유기체를 Candida albicans 와 Cryptococcus neoformans 라는 두 가지 균류에 노출시켰다. 그런 다음 정진균(fungistatic) 및 살진균(fungicidal) 활동에 대한 추가 시험을 위해 유망한 샘플을 정제했다.
1948년에 헤이즌와 브라운은 효과적인 항진균제의 탐색을 시작했다. 헤이즌은 친구의 낙농장의 토양에서 유망한 미생물을 발견했다. 그녀는 농장 소유주인 윌리엄 누스(William Nourse)의 이름을 따 Streptomyces noursei 라고 명명했다. S. noursei는 두 가지 항진균 물질을 생성하는 것으로 밝혀졌다. 하나는 쥐에게 독성이 있는 것으로 밝혀졌지만 다른 하나는 정제했을 때 칸디다증과 폐와 중추 신경계를 침범하는 곰팡이에 효과적인 것으로 밝혀졌다. 1950년에 그들은 발견한 최초의 안전하고 효과적인 항진균 항생제를 미국 국립 과학원에서 발표했다. 그들은 원래 그것을 fungicidin이라고 명명했지만 나중에 고용주인 뉴욕주 공중보건부(New York State Department of Public Health)를 기리기 위해 니스타틴으로 이름을 변경했다.
1950년 가을, 헤이즈 박사와 브라운 박사는 국립 과학원 회의에서 항생제로부터 두 가지 항진균제를 성공적으로 생산했다고 발표했다. 이로 인해 인간 치료에 안전한 최초의 살진균제인 니스타틴이 개발되었다. 여러 동물 및 인간 연구가 FDA에 만족스러운 것으로 입증된 후, 니스타틴은 1954년 ER 스퀴브 & 선즈(ER Squibb & Sons)사를 통해 시장에 출시되었고 첫 해에 135,000 달러 이상의 수익을 올렸다. 헤이즌과 브라운은 과학계 및 과학분야에서 여성의 발전을 위하여 자신들이 설립한 신탁 기금에 1,300만 달러가 넘는 로열티를 기부했다.

## 특허
니스타틴(항진균/항생제) 특허번호: 2,797,183
니스타틴에 대한 특허는 1950년 말에 출원되었다. 헤이즌, 브라운, 및 스퀴브 연구소가 발명에 대한 특허를 확보하는 데 6년 반이 걸렸는데 지연된 이유는 두 가지이다. 첫째, 제품의 유용성을 입증하기 위해 테스트를 수행해야 했다. 이를 위해서는 FDA 승인을 위해 동물 및 인간 실험을 수행해야 했다. 니스타틴은 FDA의 승인을 받은 후, 1954년 스퀴브 사에서 출시되었다. 또한 1954년 Journal of Investigative Dermatology 에 게재된 기사에 의하면, 헤이즌과 브라운이 1949년에 발표한 다른 논문에서 니스타틴의 방법을 공개한 것으로 기재되어 있었는데, 만일 그렇다면 공개일로부터 1년이 경과하여 특허가 출원된 것이 되어서 출원 특허는 무효로 된다. 하지만 이에 대한 조사와 1954년 기사 작성자의 서명을 통해 서로 관련성이 없다는 확인을 받았다. 미국 특허청에서는 헤이즌과 브라운에게 1957년 6월 25일에 특허를 허여하였는데, 이 특허는 니스타틴과 그 제조방법에 관하여 17년동안 효력이 있었다.

## 이후의 삶
헤이즌은 그녀의 경험과 기술이 주변 사람들에게 매우 유용하고 유익했기 때문에 말년에도 실험실에서 연구를 계속했다. 그녀는 다른 질병 및 상태에 대한 니스타틴의 여러 용도를 계속 연구했다.

## 수상
말년에 그녀는 자신의 성과에 의하여 일련의 상을 받았는데, 이러한 상 중에는 화학 요법 분야의 스퀴브 상, 미주 의학 진균류 학회의 로다 벤햄 상, 호버트 칼리지 및 윌리암 스미스 칼리지의 명예 학위, 미국 화학자 협회의 개척자 상이 있다. 그녀가 사망한 후 1994년 국립 발명가 명예의 전당에 지명되어 헌액되었다.